# 1976 Каверін
1976 Каверін (1976 Kaverin) — астероїд головного поясу, відкритий 1 квітня 1970 року.
Тіссеранів параметр щодо Юпітера — 3,534.
Названий на честь іркутського астронома Олексія Олександровича Каверіна (1904-1976).